# Larry Sellers
Larry Sellers (* 2. Oktober 1949 in Pawhuska, Oklahoma; † 8. Dezember 2021) war ein US-amerikanischer Filmschauspieler indianischer Abstammung. 
Larry Sellers wurde Mitte der 1980er Jahre als Film- und Fernsehschauspieler aktiv. So spielte er auch bei Der Mordanschlag (1987) und Wayne’s World 2 (1993) mit. Er wurde vor allem ab 1993 als Cloud Dancing in der Serie Dr. Quinn – Ärztin aus Leidenschaft bekannt. Bei dieser Serie betätigte er sich auch als Berater zum Thema der amerikanischen Ureinwohner.

## Filmografie (Auswahl)
- 1985: Revolution
- 1987: Er kam aus der Sonne (The Quick and the Dead), TV-Film
- 1987: Der Mordanschlag (Assassination)
- 1987: Wie der Vater, so der Sohn (Like Father Like Son)
- 1993: Wayne’s World 2
- 1993–1998: Dr. Quinn – Ärztin aus Leidenschaft (Dr. Quinn, Medicine Woman, Fernsehserie, 74 Folgen)
- 1994: Lightning Jack
- 1996: Crazy Horse
- 2002: Die Sopranos (The Sopranos, Fernsehserie, eine Folge)
- 2007: Four Sheets to the Wind
- 2023: Killers of the Flower Moon